# Enguterothrix tenuipalpis
Enguterothrix tenuipalpis är en spindelart som beskrevs av Holm 1968. Enguterothrix tenuipalpis ingår i släktet Enguterothrix och familjen täckvävarspindlar.
Artens utbredningsområde är Kongo. Inga underarter finns listade i Catalogue of Life.